# 青春兵器ナンバーワン
『青春兵器ナンバーワン』（スプリングウェポンナンバーワン）は、長谷川智広による日本の漫画作品。

## 概要
『週刊少年ジャンプ』（集英社）にて、2016年46号から2018年14号まで連載したギャグ漫画。話数カウントは「mission○」。
ギャグ描写は所謂ノリツッコミのほか、「零一が全身を改造された挙げ句誤って分解され死にかける」などと言った、兵器である事を思い出させるようなブラックなギャグも多い。また、しばしば単行本の帯や登場人物の名前などにウルトラマンシリーズのパロディらしき描写が用いられる。連載開始当初は人気が低かったものの、徐々に人気を上げ打ち切りを回避した事から、編集部内では「不死鳥」と呼ばれているという。

## あらすじ
世界征服を企む狂気の科学者Dr.モサリーナ率いる人造人間集団、秘密化学組織ナンバーズ。ナンバーズ（人造人間）は人智を超えた力を持ち日夜あらゆる凶悪犯罪に手を染めている。そんなナンバーズと戦うため作られたのが、対人造人間専門平和組織（MonsterAttackProfessional&PacificOrganization）通称MAPPO（マッポ）である。特殊な訓練を積んだエージェント達からなる極秘国際防衛組織で、MAPPOのエージェントは色々な姿で世界中に派遣されている。
日本のとある高校に派遣されたエージェント北斗英二の高校にある日、難波零一と名乗るナンバーズが転校して来た。余りにも普通に転校して来た零一に対し警戒し、校舎裏に呼び出し始末しようとする英二であったが、ナンバーズである零一に返り討ちに合う。この際に英二は、零一の目的が「戦争で失った青春を取り戻す」ことであり、そのために彼が組織を抜け出したことを知る。さらに別のナンバーズとの戦いを通し零一と友達になる。こうして、彼らの甘くほろ苦い青春（戦い）の日々が始まった。

## 登場キャラクター
主要登場人物の名前には数字が入っていることが多く、ウルトラシリーズの登場人物のパロディも多く見られる。

### 主要人物
難波 零一（なんば ぜろいち）
本作品の主人公。ナンバーズの”No.01(ナンバーワン)”で、詳細を把握していないMAPPOからは最強の戦闘能力を持つ「始まりの最終兵器」と恐れられているが、頭が円形で頭頂部にネジが埋め込まれている間抜けな見た目のおかげかクラスメイトはともかくMAPPOのエージェントでさえも、彼がナンバーズであることには気付かない。
戦いばかりの日常に嫌気が差し、キラキラしておしゃれで楽しそうな外の世界に憧れ組織を脱走、英二のいる学校に転校生として編入してきた。搭載されていた武器を全て外した現在でもなお最強と呼ばれるだけの戦闘能力は保持しており、放置すると甚大な被害が出るようなはた迷惑な機能も健在で、英二が常に頭を悩ませる原因・大抵の騒動の発端となっている。
体中に大量の傷跡があるが英二いわく「背中には一切の逃げ傷が無い」。
戦いに明け暮れて味わうことが出来なかった青春を謳歌するべく色々と画策するが、いざ本番となると気後れして予定していた行動に移せなくなる程に奥手。尚且つ授業の内容すらも理解できない程に勉強も不得意、自分を慕うハチがあっさり学校で受け入れられていることに露骨に嫉妬する器の小ささ、実は内弁慶な気質、更に意外と落ち込みやすいメンタルの弱さ、ここぞというときによく足をくじくなど、あらゆる面でポンコツぶりを見せ付けている。女子とコミュニケーションを取るのが苦手だが、白百合アンヌに一目惚れしてしまい片思い中。連載が進むにつれて精神年齢がどんどん幼児退行していった。
初期稿では「青春」と書かれたブリーフ一丁という風貌だった。

北斗 英二（ほくと えいじ）
本作品のもう1人の主人公で、戦闘能力、頭脳共に優秀で、訓練学校を首席で卒業したMAPPOのエリート。
幼いころに外国で両親に捨てられたという悲惨な過去があるが、本人はその境遇にあまり悲観しておらず、むしろ自分を拾って育ててくれたMAPPOには感謝している。
それからはエージェントしての訓練に人生を費やしてきたせいか一般社会の常識に欠ける部分があり、学校では周囲からも浮いた状態になってしまっていた。転校してきた零一の正体を見抜いて戦いを挑むも、彼の強さと本心を知り、不本意ながらも（監視のため）居候させ友人関係となってからは、零一の行動に振り回されながらも知らず知らずのうちに、英二も本来の少年としての青春を謳歌しつつあり、周囲と打ち解けるようになってきている。同居する零一に対しては彼の精神年齢と生活能力の低さゆえに保護者に近い役回り。当初はその性格の関係もあり無趣味だったが、とある出来事がきっかけで料理にのめり込むようになった。

### ナンバーズ
Dr.モサリーナ（ドクターモサリーナ）
世界征服を企む狂気の科学者。彼が製造した人造人間（ナンバーズ）により日夜あらゆる凶悪犯罪が引き起こされている。製造した人造人間を「息子達」と呼び溺愛しているが、世界征服に全く興味のない零一と彼を慕うハチには裏切られ、組織を脱走されている。
なお、本名は「中林昭二」らしい。

#### 一ケタ（シングル）ナンバーズ
全員が二頭身で、零一以外は動物をモチーフにしており、それぞれマフラーを巻いている。
No.01「始まりの最終兵器」/ 難波 零一（なんば ぜろいち）
前述の本作の主人公。
No.02「失敗作」 / ツー
ライオンのような外見をした、ナンバーズの一人。零一と対等の力をもつ最高戦力の一人。ハチやナナ達にとっては兄のような存在。零一の青春を取り戻すという目的は元々は彼と2人で共謀したものだが、強大な力を使うためのエネルギーが大きすぎて常にコンセントにつないでないと活動ができない仕様が仇となり彼のみ計画を断念。この仕様は英二から完全なる失敗作と称され、後にナンバーズとしての二つ名もこれと同じであったことが明かされた。
後に1年かけてコードを地道に延長し続け、組織本部から直接コンセントを繋いだ状態で転校生として零一達の前に現れるもトラブルでコンセントが抜け、その膨大な出力は学校に充てがわれた電力ではまかないきれないことが判明してしまう。その解決のためにハチによってモバイルバッテリーが搭載されたが、その結果全力で活動可能な時間はわずか10秒となってしまった。
充電が切れると省エネモード（作画労力も削減）になり幼児退行するため、週に一度英二によってMAPPO日本支部で充電してもらっている。
初期稿では零一と対にするために頭部の形状が立方体だった。
No.03「完全兵器」
鮫をモチーフにした、ナンバーズの一人。未知の金属で構成された体は本人の意思で硬度を制御することが可能で、それを攻撃や防御に応用する「超硬化」の能力を持つ。真面目な性格で、現在のナンバーズを束ねている。特にNo.6及びNo.9とはナンバーズでもっとも強い結束力を持つとされ、零一達を奪還するための作戦部隊として常に3人一緒に行動している(英二曰く海の仲間っぽいから)。ただし真面目な性格が時に裏目に出、何事に対しても妥協ができなくなってしまう悪癖を持つ。登場当初はバイトで皿洗いすらまともに出来ない不器用さだったが、自炊生活を続けるうちに料理が得意になった。
それ以降は持ち前の生真面目さから趣味の域を超えて研鑽を重ね、かなり腕前を上げており、海野幸恵（うみの さちえ）の名前で料理本を出して20万部を売り上げた。
英二達と同じアパート且つ隣の部屋にチーム3人で住んでおり、大家さん曰く「マナーの良い外国人の3人」。
後述のNo.07/ナナの反省もあって、彼を含めたチーム3人はかなり真面目にデザインされており、初期稿の時点で決定稿に極めて近い。
No.04「試作機」
顔を包帯で隠した黒猫のような外見をした、ナンバーズの一人。零一曰く「間違っても組織を裏切る奴じゃない」。モサリーナに操作された状態で零一達の前に現れるが、本来の性格は人見知りで内気且つぎこちない喋り方。
常に未知の技術を組み込まれては失敗を繰り返す永遠の試作機だが、その試作の果てに身に付けた磁場の増幅制御によるエネルギー操作能力は一種のサイコキネシスのような運用が可能で、他の一ケタ全員が束になっても敵わない程の破壊力を誇る。
No.04が黒猫モチーフであることはかなり前から決定しており、初期稿と決定稿ではデザインの細部こそ異なるものの印象は近いものとなっている。ただしその能力は巨大ロボになってミサイルを乱射するというものだった。
No.05「剣聖」/ ゴロー
眼帯をつけた熊のような外見をした、ナンバーズの一人。任務のため零一たちの街にやってきたが、空腹のところを委員長に助けられ、一宿一飯の恩にあずかってからは「七倉潤のペット」を自称する。時代劇口調かつ一文にまとめられた端的な台詞で喋る。
白兵戦においては現在の零一を凌駕し、兵器時代の零一に次ぐ程の実力者だが、その力の代償として気温が下がると冬眠が必要な体質となっている(逆に言えば温暖な環境を確保できるのならば冬眠の必要はない)。
連載終盤で行われた人気投票では、総得票数の1/4近くを占め尚且つ全キャラ中唯一の4桁に上る圧倒的な得票数を獲得し、1位に輝いている。
初期稿は三案存在したがいずれも却下され、どれでもない熊型となった。作者曰く最も描きやすいキャラクターであるらしい。
コゴロー
ゴローが出産して生まれた子供。容姿はゴローに瓜二つで3人存在する。まともな言葉を話すことが出来ず、時代劇関連の単語を話すもののその意味は委員長とゴローにしか理解できない。
その正体は冬眠中のゴローの護衛のための子機であり、春が訪れると再びゴローの胎内に戻る。即ち本来は本体の冬眠中にしか姿を表さないため、ゴローはその存在すら知らなかった模様。
No.06「戦艦斬り」
甲冑を着込んだアザラシのような外見をした、ナンバーズの一人でNo.03ら作戦部隊の1人。ゴローを師匠と呼び、考えを改めて組織に戻ることを強く望んでいる。魚肉ソーセージをよく食べており、No.09曰く「食うここと寝ること以外興味がない畜生のような思考回路」。外見通り、生物学的にはアザラシそのもの。その外見的特徴の大半を甲冑に依存しているため、これを脱ぐと誰なのか分からなくなってしまう。
初期稿はラッコであるために兜から耳が突き出ていることと足がヒレでないことを除けば決定稿とほぼ同じ。
No.07「神創頭脳（ゴッドブレイン）」/ 軟葉 ナナ（なんば ナナ）
ナンバーズの一人。的中率99%の未来予知能力と"ナンバーズ"一の情報分析力を誇るが、本人はそれを占いだと思い込んでいるために恋愛関係にしか使われず、「恋愛のスペシャリスト」と呼ばれる。その頭脳は完全に偶然の産物のため、再現不可能とされている。身体能力は人間並み。
零一達からは「ナナ姉」と親しまれており、零一の相談に乗っていた他ハチとはかつて男と女の関係にあったらしいことが示唆されている。
元々は世界征服をした上で支配下に置いた世界中全ての男達の中から自分の理想の相手を見つける事が目的だったためナンバーズを裏切る気はなかったが、東に一目惚れしたことで組織に従う理由が消滅し、零一達のクラスに転校してきた。
彼女のデザインは当時している時間がなく、原稿のぶっつけ本番でデザインした結果不気味な顔になってしまい、担当者に原稿を突き返され今までで一番怒られ、顔を全て描き直すことになったらしい。この経緯もあってか、単行本に掲載されている彼女の初期稿は唯一ラフ画ではなく完成した原稿になっている。
No.08「軍神」/ 南場 八（なんば ハチ）
軍服を着込んだ犬のような外見をした、ナンバーズの一人で、強大な戦闘能力を持つ。銃火器の扱いに長け、「軍神」の異名を持つ。組織を抜けた零一を追いかけて後に自身も組織を脱走した。
組織ではなく零一に忠誠を誓っているため、零一と共に世界征服を目指すべく学校にやって来たが、零一の本心を知ってからは彼の青春を謳歌する手伝いをするべく学校に残ることになった。
英二とは敵対組織のエージェントかつ、零一の一番の友人というポジションに収まっていることに敵愾心を抱いていたが、全力のPK勝負で敗北したことをキッカケに「一度付いた勝負にケチはつけない」という軍人としてのポリシーから、勝負後は零一と対等の友人として慕っている。
多才なうえに頭脳明晰でコミュニケーション能力に優れており、更に空気も読めるとリア充としての素質を完璧に備えているため、零一が羨む程に青春を謳歌していることに気付いていない。零一に対し極めて過保護かつ全面的に協力的ながら良くも悪くも零一の能力や性格をかなり正確に把握できているが故に零一自身を深く傷つける発言をしたり、特に物語後半になるにつれて零一自身の意思を尊重しないばかりか倫理的に重大な問題のある手段を取ることすらも辞さない傾向が強くなっていった。ナナとはかつて何かしらの因縁があることが作中で示唆されている。
初期稿では目が尖りマズルがあるなどお世辞にも可愛いとは言い難い容姿だった。
8キャノン・ファイナルモード・フォーム・ケルベロス
ハチの最強の技及び、それを繰り出すために変形する形態。腹部の銃口に反重力のエネルギーを蓄積させ、あらゆる物を砲弾として射出する。変形時の姿はビーダマンに酷似しており、モブのクラスメイトからも言及されている。技としての使用は一度のみだが、この形態への変形は何度か行っている。
No.09「鳥葬（ちょうそう）」
ペンギンをモチーフにしたヘルメットを被った、ナンバーズの一人。最速の暗殺兵器で、ハチを尊敬している。海の仲間たち3人の中では最も常識人だが、英二同様に同じアパートに住んでいることに気付かないという抜けた面もある。
初期稿はシャチモチーフでヘルメットやマフラーのデザインがそれに準じるものだった以外は決定稿とほぼ同じ。

#### その他のナンバーズ
No.12「武神（ぶしん）」
ナンバーズの一人。
No.13「死神（しにがみ）」
ナンバーズの一人。日本刀を武器に数え切れない程の要人暗殺をこなしてきた超危険人物且つ強者との真剣勝負を望む戦闘狂で、その戦闘力は”一ケタ”に次ぐと評されている。
ただしその反面律儀で聞き分けの良い性格でもあり、敵である英二やアンヌに邪険に扱われるのを「全力の相手と戦いたい」と素直に出直し続けたり、零一とハチの動画投稿に流されるがままに付き合わされたりしていた。その人の良さが影響しているのか、青春能力値は18と高水準(高校生の平均値は10)。
最終話にも一コマだけ登場しており、笑顔でコンビニで働いている姿が描かれている。
No.15「破壊王（はかいおう）」
ナンバーズの一人。腹部に爆弾を備えている。
No.17「狙撃王（そげきおう）」
ナンバーズの一人。右腕が銃になっている。
No.20「全身大砲（ぜんしんたいほう）」
組織から逃げ出した脱走者を追い掛けてきたナンバーズの一人。異名が示す通り、本来の姿になると全身に無数の砲門が出現する。青春を味わうために兵器であることを捨てた零一を腑抜けと断じて襲い掛かったが、腹に受けたパンチ一発で瞬殺された。脱走者の存在は知っていたが、それが最強のナンバーズである零一だとは知らなかった様子。
No.60
ナンバーズの一人。
No.72「魔拳（まけん）」
ナンバーズの一人。

### MAPPO
白百合 アンヌ（しらゆり アンヌ）
MAPPOの美少女エージェントで、訓練学校を卒業して2ヶ月で3つの基地を破壊した実績を持つ。ナンバーズ最強のNo.01を倒し最大の功績をあげることが目標だが、零一がその張本人ということには気づいていない。身体能力が高く戦闘に長けているが、クールビューティな外見と言動に似合わず賢さとモラルに欠け、女子高生でありながら人前で「ウンコ」という単語も平然と口にする等デリカシーも欠如している。
一般社会で暮らすようになり、スイーツ好きになる。また、日本のお笑い好きでもある。
食べ物に対する執着が非常に強く、無料で食べ物を食べられる状況に置かれると戦場で補給が絶たれたときの経験から、備えとして無限に食い溜めする癖がある（備蓄形態/ストック・フォーム）。逆に空腹が限界に達すると理性を失い、食糧を求め周囲を全て破壊し尽くす化物と化し（断食女神形態/ヴァルキリー・フォーム）、前述の戦果もこの力に寄るもの。
転校初日は零一に対して極めて冷淡だったが、次第に良い関係を築くようになり友達以上恋人未満と言える間柄になっている。
アンドリュー・シンドー
林間学校中に英二の助っ人として派遣されたMAPPOのエージェント。スキンヘッドにサングラスをかけた、大柄で厳つい風貌をした大男で、物騒な発言を平気で口にするなど一般人に紛れる気が欠片もない。零一やハチがナンバーズであることには気付いていない。
オフの日は人が変わったように意外な一面を見せる。
教官
英二の育ての親で、元エージェント。現役時代にハチとの交戦経験があり、その事がトラウマとなっている。
英二の保護者であると共に彼の最大の理解者でもあり、英二にライトスタッフ(正しい資質)を見い出し、彼の判断を全面的に信頼している。
ミコナミ・ユウ
MAPPO専属の天才科学者。弱冠13歳ながら、英二の助っ人として英二たちが通う高校に転入してきた。
左手にフクロウのパペットを着けており、話すときは腹話術のようにパペットを操作する。ただしこれは本人曰く単なるキャラ付けであり、別にこれがなければ会話ができないというわけではない。
委員長の父(N)の教え子で、近年のMAPPOの発明品の多くは彼女によるものである。
学校生活に溶け込んでいるシングルたちの正体を即座に見抜いたが、自身が持つ膨大なデータの中に存在しない零一の素性に強い興味を示す。
初期稿では髪型がパーマだったが、作者の表現力では困難だったため没になった。また、言葉を話さずカンペで意思疎通をする構想だった模様。

### 高校関係者
零一及び英二が通う高校で校名は不明。生徒、教師共に零一ら兵器達が巻き起こす異常な現象の数々にほとんど動じない大らかな（悪く言えば鈍い）傾向があり、生徒会選挙で同票になった際は早押しクイズで決着をつけるという変わった校則がある。一方で定期テストの全ての科目で赤点を取ってしまうと問答無用で退学処分という厳格な進学校としての側面も持つ。
七倉 潤（ななくら じゅん）
学級委員長。成績優秀で優しい心を持つ美少女で、花のヘアピンがトレードマーク。
しかし、極端に天然な性格で人を疑うことを知らず、父親が世界的な権威を持つ科学者であることにも気付いていない。その家庭環境もあって組織（ナンバーズ）からも常に狙われる危険性があり、MAPPOからは最重要クラスの保護対象になっているため、英二は学校内では彼女の護衛任務に就いている。英二に対してはエージェントしての奇行もあってか距離を置いていたが、零一がやって来てからは親しみやすい人物に変わったと評価を改めており、仲の良いクラスメートになってきている。
ゴローを拾ってからというもの彼をペットとして心底溺愛しており、さまざまな芸や技術を教え込んでいる。その溺愛ぶりは連載が進むごとにエスカレートし、もはや狂気に等しいレベルの執着と奇行を度々見せるようになった。
東 光太（ひがし こうた）
零一達のクラスメイト。一年生にしてすでにサッカー部のエースであり、イケメンで、校内でファンクラブが開設されるほどの人気。男女ともに人気が高い。
常に光をまとっており、人を決して疑わない純真さを持つ。また、正義感も強い。
非の打ち所のない人気者であることもあり、青春能力値は驚きの値を算出する。
零一と同じくアンヌに惚れており、零一の事は恋のライバルとして意識しながらも良き友人として親しい関係を築いている。
藤 アキ（ふじ アキ）
零一達のクラスメイト。1年生時から漫画研究会のエース。
週刊少年ジャンプ編集部に持ちこみを行い、敏腕編集者にその才能を認められ名刺をもらった。
零一や英二の普段の言動・行動にヒントを得て想像・執筆した漫画の中では、ナンバーズとMAPPOの敵対関係や零一が組織を脱走した理由などが描かれていたが、これらは全て事実と一致していた（英二曰く「もはや機密文書」）。
その洞察力の高さから、作中よほどのことでは動じない一般の人間たちの中で彼女だけは唯一（主に英二の）突拍子もない行動や異変に気づき、普段の笑顔からは想像もできない表情を見せる。
作者によれば「普通の人代表であり、最後の希望」。
梔子 今日子（くちなし きょうこ）
零一達のクラスの担任教師。常に笑みを絶やさない明るい性格で、笑顔と水玉のリボンで結んだポニーテールがトレードマーク。
作者の前作品『恋のキューピッド 焼野原塵』から引き続き登場しており、中学時代は消極的かつ極度の引っ込み思案だったが、本作では紆余曲折を経て志した教師の夢を叶えることができた他、現在のような明るい性格に変わったことから心身ともに成長を遂げた。
岩本 博士（いわもと ひろし）
零一達の一つ下の学年で、父親が政治家である優等生。第22代生徒会長の座をツーと争うこととなった人物で、「高校生活に必要なのは厳しい秩序で、青春は高校生活に必要ない」という持論を持つ。その公約もそれを証明するかのように「不純異性交遊の禁止」「毎日の持ち物検査」「男子の髪型は坊主で統一」「購買における菓子パンの種類の大幅削減」といった極めて厳格なもので、当然ながら生徒達からの支持率も18%と極めて低い。ただし対立候補であるツーが演説の途中で前述の省エネモードになってしまうため公約等が生徒に伝わっておらず、そもそも生徒の大半にとって得体の知れない生き物という認識で生徒とすら認識されているかも怪しいために支持率は2%とさらに低く、当選確実とされていた。しかし最終演説においてツーは零一の協力により最終演説を完遂、一転して生徒たちからの支持を集め逆転当選。岩本自身もその演説に感化され、副会長として彼の補佐についた。

### その他の人物
神野葉沙美（かみの はさみ）
零一が半年前から予約していた「ヘアサロンカミノ」の店長であるカリスマ美容師。腕前は勿論のこと客を決して差別することはせず、「誰であろうと必ず夢見ていた姿に変えてあげる」「望みを叶えず客を帰らせたことは一度もない」という仕事への真摯な態度と強いプロ意識を持つ美容師の鏡のような人物。ただし零一の文字通り鋼鉄の髪には歯が立たず、それでも最後まで諦めなかった結果前述のスイッチを発見し押してしまう。
嵐大輔（あらし だいすけ）
昨年の高校剣道の全国大会優勝者。やや古風な性格と口調の持ち主で、決勝戦で戦ったゴローを「本物の剣士」「真の侍」と称した。英二曰く「この人も少しおかしい」。
黒部
虫歯になった零一の治療に当たった歯医者。患者に対して真摯に接することを信条としており、故にいい加減な気休めも言わないが決して患者を見捨てないとも公言している。「男だったら一度は世界を救ってみたい」とひそかに夢見ており、英二、ハチと共に零一の口内での虫歯菌相手の死闘に臨む。
アンヌ・ロボ
MAPPOの任務のため一週間学校を休むことを寂しがった零一のためにハチが制作したロボット。外見はアンヌに瓜二つだが、性格は本物を超え理想的な女性像として零一に惚れており、なおかつ彼に対するアピールもかなり積極的。その一方でハチの真の狙いはこの先にあり、本物のアンヌ不在の一週間のうちに「アンヌが零一と交際している」という既成事実をクラスメイトに刷り込むことで本物のアンヌがそれに流されることを狙ったもの。ただし前述の「理想的な女性像」が仇となって「本物の白百合さんではないから付き合えない」と零一から振られ、彼女自身もそれを受け入れたことでハチの計画は頓挫。そしてなおも悪あがきを続けるハチと共に自ら宇宙に飛び立ち、ハチの野望をその命と引き換えに阻止した・・・と思われていたが人工知能チップが奇跡的に無事だったため、零一のカバンのストラップとして生まれ変わることとなった。

## 用語
MAPPO（マッポ）
特殊な訓練を積んだエージェントを派遣する極秘国際防衛組織で、正式名称は『対人造人間専門平和組織（Monster Attack Professional & Pacific Organization）。エージェントは世界中の様々な場所に一般人に紛して派遣されており、エージェントの任務を助ける便利な機能を有したグッズなども完備している。しかし肝心の人材は戦闘に明け暮れる日常を送っているためか、一般人に紛れる気もない言動をしたり、敵が目の前にいても気付かないなど、どこか抜けている人間が多い。
ナンバーズ
狂科学者『DR.モサリーナ』が率いる秘密科学犯罪組織の名称であり、彼に製造された人造人間達を指す。世界征服を目的にして造られるためか、戦いにしか興味を持たない人造人間が多く、その中でも一ケタ（シングル）ナンバーズと呼ばれる人造人間は特に強大な力を有し、恐れられている。日夜あらゆる凶悪犯罪に手を染めるMAPPOの不倶戴天の敵として暗躍中。

## 書誌情報
- 長谷川智広 『青春兵器ナンバーワン』 集英社〈ジャンプ・コミックス〉、全7巻
  1. 「転校生」2017年2月8日発行（2月3日発売[集 1]）、ISBN 978-4-08-881008-9
  2. 「初恋」2017年4月9日発行（4月4日発売[集 2]）、ISBN 978-4-08-881104-8
  3. 「嫉妬」2017年7月9日発行（7月4日発売[集 3]）、ISBN 978-4-08-881122-2
  4. 「決死行」2017年10月9日発行（10月4日発売[集 4]）、ISBN 978-4-08-881216-8
  5. 「生命の授業」2018年1月9日発行（1月4日発売[集 5]）、ISBN 978-4-08-881322-6
  6. 「一周年」2018年4月9日発行（4月4日発売[集 6]）、ISBN 978-4-08-881382-0
  7. 「卒業」2018年5月7日発行（5月2日発売[集 7]）、ISBN 978-4-08-881550-3